# Jesús Ramírez
Jesús Ramírez (ur. 21 kwietnia 1957 w Meksyku) – piłkarz meksykański. Obecnie trener.

## Kariera piłkarska
Ramírez rozpoczął swoją przygodę z piłką w UNAM Pumas. Grał na pozycji pomocnika. Występował też dla innych meksykańskich klubów: Atlante FC, Cruz Azul, Deportivo Neza, Veracruz i Querétaro FC. Karierę zakończył w 1992 roku.

## Kariera trenerska
W latach 1993–1995 był asystentem selekcjonera reprezentacji Meksyku, Miguela Mejíi Baróna. W 2005 roku zdobył z reprezentacją Meksyku U-17 Młodzieżowy Puchar Świata. W roku 2008 został tymczasowym trenerem reprezentacji Meksyku. Zastąpił na tym stanowisku Hugo Sáncheza. Jako selekcjoner wygrał cztery mecze, a jeden przegrał. Niedługo potem został zastąpiony przez Szweda Svena-Görana Erikssona. W 2009 roku został trenerem stołecznej Amériki, z którą skompromitował się, odpadając w ćwierćfinale play-offów sezonu Apertura 2009 z CF Monterrey. Po Torneo Bicentenario 2010, kiedy América również odpadła w ćwierćfinale, władze klubu postanowiły nie przedłużać wygasającego kontraktu z Ramírezem.